# Alfred Schau
Alfred Schau (* 11. Oktober 1867 in Gera; † vermutlich nach 1930) war ein deutscher Bauingenieur und preußischer Baubeamter, der in den Bereichen Eisenbahnbau und Wasserbau arbeitete und später als Lehrer bzw. Direktor an mehreren Baugewerkschulen wirkte.

## Leben
Alfred Schau war ein Sohn des Bürgerschullehrers Richard Schau und besuchte das Realgymnasium in Gera. Nach dem Abitur studierte er Bauingenieurwesen an der Technischen Hochschule Hannover, wo er Mitglied des Corps Macaro-Visurgia Hannover wurde. Nach dem Studium schloss sich der Vorbereitungsdienst als Regierungsbauführer (Referendar in der öffentlichen Bauverwaltung) bei der Eisenbahndirektion Erfurt, der Eisenbahndirektion Berlin und der Eisenbahndirektion Hannover an. 1890 wurde er nach dem bestandenen zweiten Staatsexamen zum Regierungsbaumeister (Assessor in der öffentlichen Bauverwaltung) ernannt und arbeitete beim Meliorationsbauamt I in Königsberg in Ostpreußen. 1896 wechselte er in den preußischen Baugewerkschuldienst. 1900 wurde er Direktor der Baugewerkschule Nienburg. 1908 wechselte er als Direktor an die Baugewerkschule Essen mit der Amtsbezeichnung Oberstudiendirektor. Am Ersten Weltkrieg nahm er als Major der Landwehr und I. Adjutant der Landwehrinspektion Essen teil; er wurde mit dem Eisernen Kreuz II. Klasse und der Landwehr-Dienstauszeichnung I. Klasse ausgezeichnet. Schau war der Verfasser zahlreicher Lehrbücher zum allgemeinen Bauwesen und zum Eisenbahnbau, die häufig in mehreren Auflagen erschienen.

## Schriften
- Statik I–IV. (erschienen in zahlreichen Auflagen)
- Brückenbau I/II. (erschienen in zahlreichen Auflagen)
- Eisenbahnbau I/II. (erschienen in zahlreichen Auflagen)
- Beitrag im Handbuch für Eisenbetonbau
- Statik mit Einschluss der Festigkeitslehre. 1915.
- Der Brückenbau. Ein Nachschlagebuch für die Praxis und Leitfaden für den technischen Unterricht. B. G. Teubner Verlag, Leipzig 1915.
- Festigkeitslehre. (= Aus Natur und Geisteswelt, Band 829.) 2. Auflage, B. G. Teubner Verlag, Leipzig 1921.